# Marine Corps Expeditionary Medal
La Marine Corps Expeditionary Medal est une décoration militaire des États-Unis d’Amérique.

## Historique
À l’origine, cette décoration n’était qu’un ruban, connu sous le nom de « Marine Corps Expeditionnary Ribbon », la médaille pendante n’étant autorisée qu’à partir de juillet 1921, sur ordre du président Warren G. Harding. La Marine Corps Expeditionnary Medal est à ce jour la plus ancienne décoration de l’armée américaine, encore décernée au personnel d’active.
À partir de 1961, certains commandements ont autorisé les récipiendaires à choisir entre cette décoration et la Armed Forces Expeditionary Medal, selon l’opération en question.
Dans le cas de plusieurs attributions au même militaire, cela était à l’origine signalé par des nombres agrafés sur le ruban. Après 1921, les service stars remplirent ce rôle.